# Henri Barbusse
Henri Barbusse (Asnières-sur-Seine, 17 maggio 1873 – Mosca, 30 agosto 1935) è stato uno scrittore, giornalista e attivista politico comunista francese.
Barbusse costituisce il nodo qualificante della cultura francese degli anni venti, più di Marcel Proust, di André Gide e di André Malraux.. Secondo Giovanna Secchi questo giudizio, espresso da Jean Fréville, può essere considerato tendenzioso ma "(...) in quegli anni cruciali per la formazione dei movimenti e partiti organizzati della sinistra, contro i dilaganti nazionalismi e fascismi, appare corretto vedere Barbusse come un preciso punto di riferimento, sia da parte della critica militante, che dello studioso del fatto letterario attento alle svolte che la storia sa imporre.

## Biografia

### L'infanzia e l'adolescenza
Nato ad Asnière-sur-Seine, secondo figlio di padre francese e di madre inglese, Barbusse trascorre l'infanzia e l'adolescenza a Montmartre dove il padre, giornalista,
si era trasferito dopo la morte della moglie. A Montmartre frequenta una scuola di confessione protestante, e dal 1884 al 1891 segue come interno e con buoni risultati i corsi del "Collège Rollin" avendo come insegnanti Stéphane Mallarmé e Henri Bergson. Dopo aver conseguito il baccalauréat in scienze e lettere, si iscrive alla Sorbona dove ottiene la license in lettere, e nel frattempo, tra il 1893 e il 1894, presta anche il servizio militare a Compiègne.

### Il tirocinio letterario
Inizia molto presto il suo tirocinio letterario scrivendo versi in memoria della madre che esprimono un'inclinazione alla poesia di vena malinconica. Tra il settembre del 1892 e il febbraio 1893 partecipa ai concorsi mensili di poesia e prosa indetti dal supplemento letterario de L'Écho de Paris ottenendo quattro volte il premio per la poesia e una volta quello per la prosa. La giuria è composta da importanti letterati, tra cui Catulle Mendès, mecenate e critico letterario e suo futuro suocero, che gli offre di collaborare al supplemento de L'Écho de Paris. Grazie all'appoggio di Mendès entra in relazione con Marcel Schwob, direttore letterario del giornale, e quindi con i circoli intellettuali e mondani più in vista del momento dove conosce e frequenta José-Maria de Hérédia, Henri de Régnier, Pierre Louÿs, Paul Valéry, Marcel Proust, Fernand Gregh. Di questo periodo è la raccolta di poesie Pleureuses (1895) cui seguirà Les Suppliants (1903), oltre a numerose novelle.

### Il matrimonio e l'impegno giornalistico
Continua intanto a frequentare la casa di Mendès e si innamora della figlia più giovane di questi, Hélyonne, che sposerà nell'aprile del 1898. Nel 1896 ricopre l'incarico di redattore al "Bureau de Presse" del Ministero dell'interno
e l'anno seguente gli viene affidato il supplemento delle cronache teatrali su La Grande Revue, rivista degli intellettuali "dreyfusards", incarico che mantiene fino all'ottobre 1901 e che costituisce un preciso punto di riferimento per comprendere la sua evoluzione ideologica apertamente democratica, come si può constatare dall'impegno nel caso Dreyfus e dal dibattito che segue. Nel 1899 accetta per necessità economiche il posto di funzionario di gabinetto al Ministero dell'Agricoltura
che lascia nel 1902 per diventare segretario generale delle edizioni Pierre Lafitte. L'interesse principale di Barbusse è comunque sempre la letteratura, accompagnato ad un impegno giornalistico di carattere democratico e pacifista come dimostra la collaborazione, a partire dal 1903 (anno della pubblicazione del romanzo Les Suppliants), con i periodici La Revue de la Paix e La Paix par le Droit, a cura della "Société française pour l'arbitrage entre les nations".

### Il successo letterario e la guerra
Nel 1908 esce il suo secondo romanzo di carattere naturalista, L'Enfer (L'inferno).

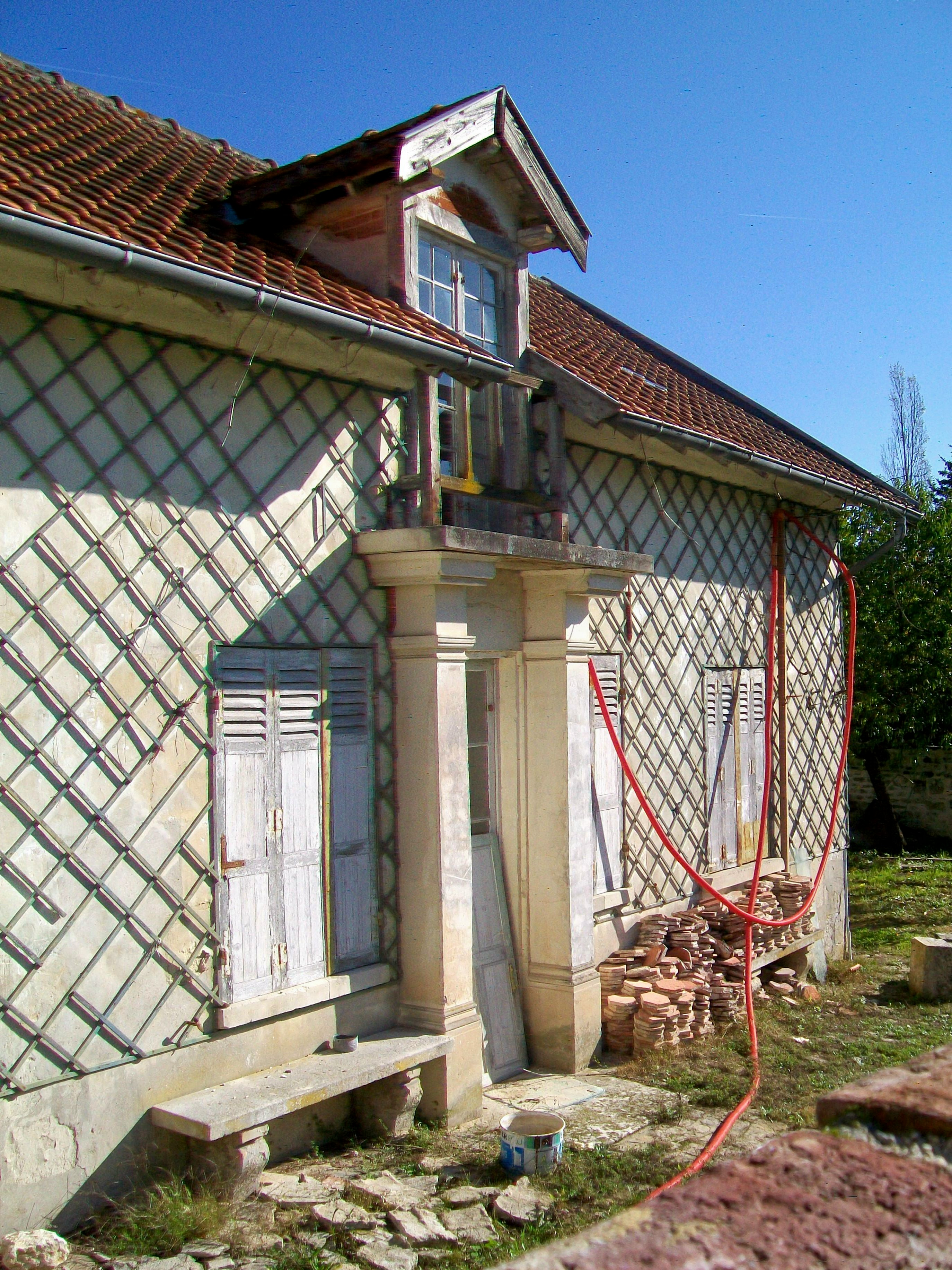
La sua casa a Aumont-en-Halatte che Barbusse ribattezzò villa Sylvie in ricordo di Gérard de Nerval. Dopo la sua ristrutturazione, è diventata un museo a lui dedicato.

Ha lasciato intanto il lavoro alle edizioni Lafitte per la direzione della casa editrice Hachette e acquista una casa tra i boschi ad Aumont-en-Halatte, vicino a Senlis (Oise), dove si rifugia e si riposa nei periodi di acutizzazione della sua malattia (era infatti affetto da tubercolosi polmonare, per cui dovette anche ricoverarsi in sanatorio).
Nel 1914 scoppia la prima guerra mondiale: malgrado l'età, la salute delicata e il convinto antimilitarismo, Barbusse parte volontario per il fronte condividendo la decisione dei socialisti di non astenersi dal conflitto per difendere la Francia. Dopo aver trascorso un anno in trincea passa alle retrovie come barelliere ma, dopo alcuni ricoveri ospedalieri, viene riformato e messo in congedo.

L'esperienza della trincea costituisce per Barbusse una rivelazione, imponendogli moralmente la denuncia dell'apocalisse a cui aveva assistito. Nasce così Le Feu (Il fuoco), pubblicato dapprima in 93 puntate su L'Œuvre e poi in volume nel dicembre del 1916.
Le Feu mostra il crescente odio dell'autore per il militarismo e si attira dure critiche per il forte realismo, fu questo infatti il primo romanzo a proporre una testimonianza realistica sulla brutale esperienza della guerra: l'opera rifiuta qualsiasi retorica nazionalista ed eroica e si impone nel panorama letterario per la cruda descrizione della vita e delle sofferenze dei "poilus", come venivano chiamati i soldati francesi. Grazie alla sua efficace testimonianza, il romanzo vale a Barbusse il titolo di "Zola delle trincee" e contribuisce a suscitare sentimenti contro la guerra in tutta la società. Il libro vince il Premio Goncourt riscuotendo un immediato successo e l'apprezzamento di alcuni dei più celebri scrittori del momento tra cui André Gide, Anatole France e Romain Rolland.
Nel novembre del 1917 fonda, insieme a Paul Vaillant-Couturier e Raymond Lefebvre, l'A.R.A.C.,  Association républicaine des anciens combattants , nel cui ambito scrive e pronuncia numerosi discorsi, raccolti nel 1920 in Paroles d'un combattant.
Barbusse è un convinto assertore dell'importanza del ruolo che l'intellettuale deve assumere per la liberazione del popolo e quindi per la "clartè" del futuro basata sulla giustizia. Tutto ciò egli lo esprime in modo programmatico nel romanzo Clarté che viene pubblicato a puntate su Le Populaire nel 1919, e poi in volume.

### Le Groupe Clarté
Nel gennaio del 1919, contemporaneamente all'emergere sulla scena politica della III Internazionale, Barbusse incomincia ad appoggiare il comunismo bolscevico e rivoluzionario in modo deciso. Nello stesso anno, insieme ai suoi più stretti collaboratori dell'A.R.A.C. e a diversi altri intellettuali, costituisce il Groupe Clarté, nell'ambito del progetto per l'international de la Pensée.
Il 1º maggio 1919, sulle pagine della rivista L'Humanité, apparve un articolo di Barbusse intitolato Le Groupe Clarté. È il manifesto fondatore di un movimento di intellettuali di sinistra che, consci «(de) leur grand devoir d'éducateurs et de guides, ont résolu de se grouper pour exercer une action sociale».
Aderiscono al movimento, la cui ideologia è strettamente umanitaria e progressista, accanto a Raymond Lefebvre, Paul Vaillant-Couturier e Magdeleine Marx-Paz, nomi noti come Anatole France, Georges Duhamel e Jules Romains.
Il movimento viene presentato come un'associazione di intellettuali internazionalisti in contrapposizione agli intellettuali nazionalisti, proponendosi come il portavoce della reazione pacifista sorta in Francia e in molti paesi europei alla fine della guerra.

### La rivista Clarté
Il progetto darà il via alla pubblicazione di un foglio del movimento, intitolato Clarté, Bulletin de l'Internationale de la pensée che costituisce, dal 1919 al 1921, il prototipo della vera e propria rivista Clarté, che seguirà dal 1921 al 1928. Collaborano alla rivista molti intellettuali di questo periodo impegnati politicamente, tra i quali Georges Duhamel, Vicente Blasco Ibáñez, Jules Romains, Stefan Zweig.
I suoi lavori successivi, Manifeste aux Intellectuels, Élévations (1930), ed altri, mostrano un punto di vista più definitivamente rivoluzionario. Di questi Le Couteau entre les dents (Il coltello tra i denti) del 1921, saggio di natura politica, costituisce la premessa alla sua adesione al P.C.F del 1923 segnando l'avvicinarsi di Barbusse al bolscevismo e alla Rivoluzione russa.
A partire dal 1926 diventa direttore della rubrica letteraria de L'Humanité, la rivista ufficiale del P.C.F., e scrive contemporaneamente sulla rivista Europe, da lui fondata nel 1923 e sostituita da Monde nel 1928.
Malgrado l'impegno attivo nel campo del giornalismo militante, Barbusse non abbandona la creazione letteraria. Nel 1925 pubblica infatti Les Enchaînements, un impegnativo romanzo storico, che viene pubblicato a puntate su Clarté nello stesso anno. Nel 1927 scrive la sua opera più discussa, Jesus, pesantemente criticata da Clarté. Il conflitto relativo a Jesus, che coinvolge anche il P.C.F., ben determinato a difendere Barbusse, contribuisce all'ulteriore emarginazione politica della rivista. Il 1927 segna anche il suo primo viaggio in U.R.S.S e la partecipazione al I Congresso internazionale contro l'oppressione coloniale a Bruxelles. Nel 1929 si reca a Francoforte per assistere al II Congresso internazionale, nel 1932 aderisce al I Congresso mondiale, che ha luogo ad Amsterdam, contro la guerra e nel 1933 si reca a Parigi per partecipare al Congresso europeo contro il fascismo che si tiene alla "salle Pleynel". Nasce quindi il "Movimento Amsterdam-Pleynel" avente come promotori Barbusse stesso in funzione di presidente e Rolland, movimento che prende il nome di "Comité mondial contre la guerre et le fascisme".

### L'ideologia politica
Barbusse, un convinto stalinista, scrive nel 1935 una biografia di Stalin, intitolata Staline. Un monde nouveau vu à travers un homme (Stalin. Un nuovo mondo visto attraverso un uomo). Il libro è l'equivalente occidentale del culto della personalità sovietica, e Barbusse conduce una violenta campagna stampa contro il suo ex amico Panait Istrati, scrittore rumeno che aveva espresso critiche nei confronti dello Stato sovietico. Sempre negli anni trenta aderisce all'A.E.A.R (Association des Écrivains et Artistes Révolutionnaires), riproponendo la sua idea di un vasto fronte unito degli intellettuali. Il diffuso spirito frontista e antifascista di quegli anni, appoggiato dal P.C.F., contribuisce al successo dell'iniziativa, ben diversamente da quanto era avvenuto per l'International de la Pensée, che confluisce nel Congrès d'Amsterdam e successivamente, ma senza Barbusse che muore proprio nel 1935, nel grande Congrès des Écrivains tenuto a Parigi.

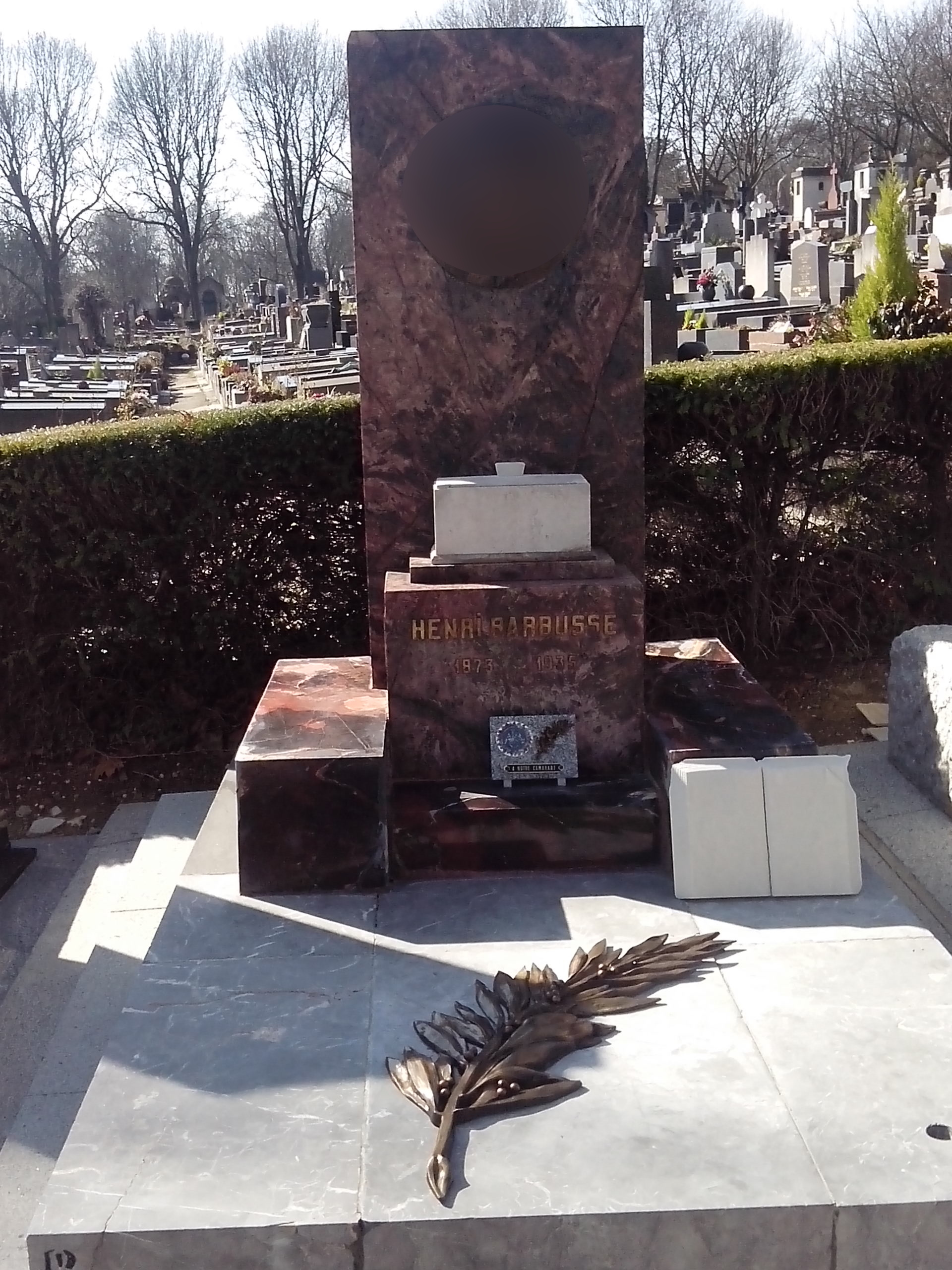
La tomba di Henri Barbusse nel cimitero di Père-Lachaise

Il 16 luglio 1935, recatosi in Unione Sovietica per frequentare il VII Congresso dell'Internazionale Comunista, si ammala di polmonite e viene ricoverato in ospedale a Mosca dove muore il 30 agosto. Il feretro viene portato a Parigi e il 7 settembre, accompagnato da una grande folla fino al cimitero di Père-Lachaise, viene tumulato.

## Produzione letteraria

### La fase simbolista
Come scrive Giovanna Secchi, « [...] Il riesame, che da più parti si va compiendo, della produzione di Barbusse anteriore a Le Feu, può condurre a interessanti risultati, dal momento che tende a mettere in luce la prima fase: tardo simbolista, improntata spesso ad un individualismo decadente o anarcoide, e a un angosciato pessimismo metafisico».

#### Le Pleureuses
Nel 1895 viene pubblicata la raccolta di poesia Le Pleureuses  poi ampliata in una nuova edizione nel 1920, che risente di forti influssi romantici e simbolisti: Alphonse de Lamartine, Alfred de Musset, Charles Baudelaire, Stéphane Mallarmé. I vari componimenti utilizzano i tempi di una cadenzata e monotona melopea anche se « [...] nel simbolico articolarsi di una "rêverie", è già barbussiana l'aspirazione (sia pure in chiave mistica), a farsi "sacerdote" in un mondo sofferente».

#### Les Suppliants
Nel 1903 esce alle stampe il primo romanzo intitolato Les suppliants che può considerarsi, ad una prima lettura, una confessione di carattere lirico e autobiografico che lascia però affiorare, nelle esperienze raccontate in terza persona da Maximilien Desanzac, chiari sentimenti anarchici.

#### L'Enfer e Nous Autres...
Nel 1908 viene pubblicato un nuovo romanzo, dove coesiste una scrittura e sensibilità simbolista e decadente con temi realisti e naturalisti, intitolato L'Enfer che segna una svolta nella produzione letteraria di Barbusse. «In essa infatti il pessimismo e la solitudine, cominciano ad essere isolati, se non superati, in un orizzonte più vasto che, pur non abbracciando il sociale nel suo spessore, lascia tuttavia spazio a un microcosmo avvolto in una spirale  «umanitaria» di amore e di pietà fraterna. Se ne può trovare un riscontro in Nous Autres... (1914), raccolta di novelle dal titolo esplicitamente programmatico, e non più simbolico e allusivo.»
Il volume, è composto da 45 racconti brevi dal titolo molto incisivo come "La Force", "Fatalité", "le Fils", "La Croix, "La Frère, "Le Nom"  divisi in tre tempi all'insegna di tre temi: "Fatalité", "La Follie d'aimer", "Pitié".
La tecnica narrativa utilizzata è quella del punto di vista unico "... tutto un ventaglio di "tranches de vie" erotiche, torbide, desolanti, ruota sotto i sensi vigili del narratore, il quale aguzza lo sguardo e l'udito per strappare la «verità» alla sequela di infelici che, osservati loro malgrado, vivono brandelli di esistenza da nascondere.

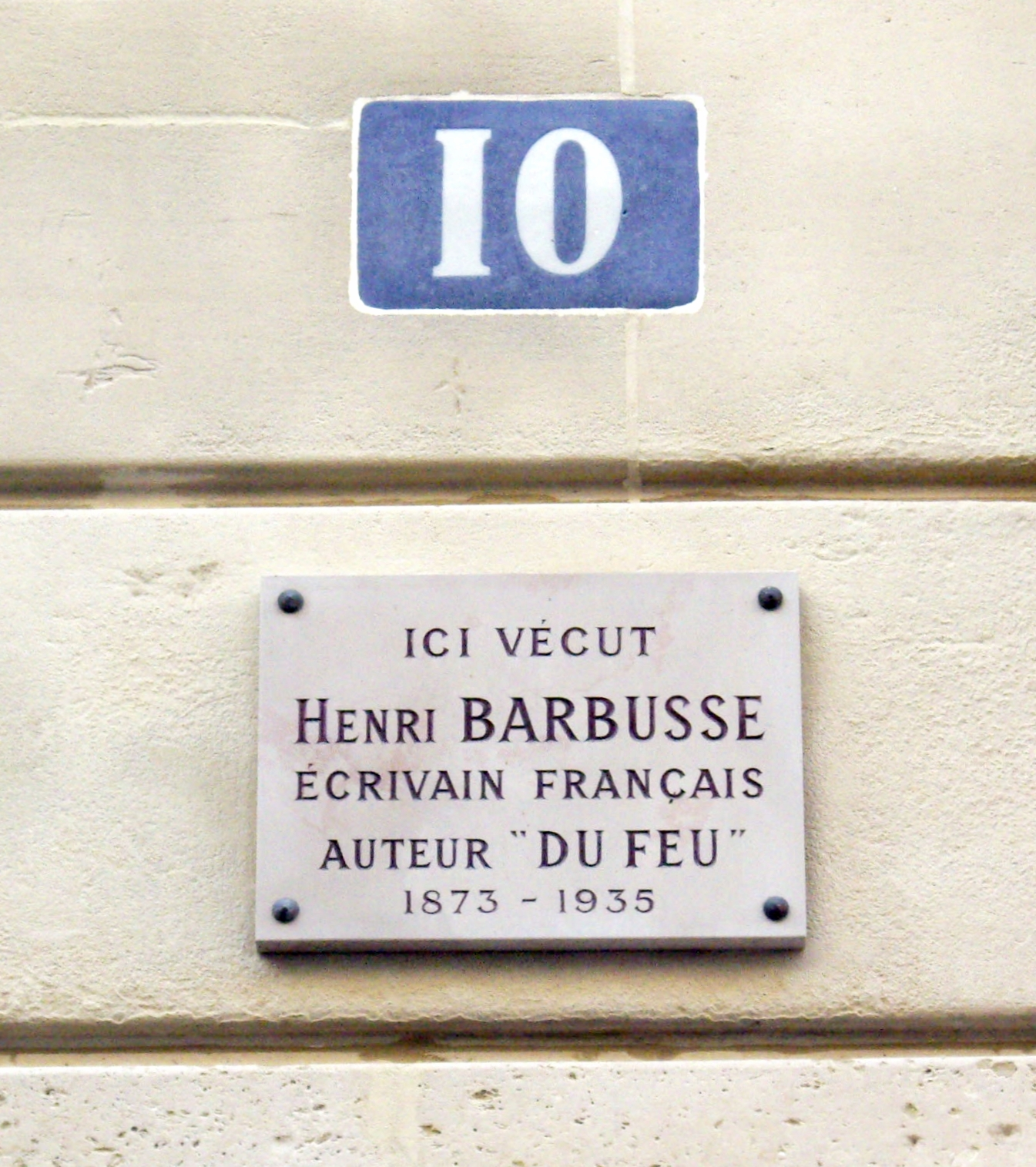
Targa sull'edificio dove ha abitato Henri Barbusse al 10 di Rue Albert de Lapparent (Parigi)

### La fase polemica caratterizzata dall'impegno politico

#### Le Feu. Journal d'une escouade
Nel 1916, in pieno conflitto mondiale, esce alle stampe Il fuoco, testimonianza della vita in trincea, romanzo che, pur attraverso molte polemiche otterrà straordinario successo e otterrà il premio Goncourt.
Il genere letterario al quale si rifà Barbusse è quello del journal dove viene rispettata la sequenza autore-narratore-personaggio e dove vengono utilizzate due tecniche narrative: quella descrittiva e quella dialogica. Per mezzo della tecnica descrittiva emergono le visioni di vita nella trincea, i cunicoli, le terre e i paesaggi devastati dal diluvio e dalla guerra e prevalgono sul "feu", lemma che viene utilizzato solo trenta volte circa, i temi dell'acqua, della nebbia e della fanghiglia. Con la tecnica dialogica, Barbusse, traduce il vissuto dei soldati grazie alla sapiente tecnica linguistica dell'argot di trincea, dei costrutti popolari, dei patois, cioè del parlato.

#### Clarté
Nel romanzo Clarté,  pubblicato nel 1919, dapprima a puntate su "Le Populaire de Paris" e poi in volume, Barbusse riprende il tema del conflitto e costruisce una tesi programmatica: la presa di coscienza dell'assurdità del nazionalismo e della guerra da parte di un piccolo borghese, Simon Paulin, che poco per volta riesce ad acquisire una coscienza umanitaria e antimilitarista. Nella prima parte del romanzo, attraverso le avventure erotiche di Simon, si avverte un ritorno delle tonalità decadenti che avevano caratterizzato il mondo descritto in L'Enfer.

#### Paroles d'un combattant
Paroles d'un combattant, pubblicata nel 1920, si rivela essere un'opera di alta tensione etica dove "la battaglia contro il nazionalismo e il militarismo è sviluppata con varietà di accenti, che vanno dall'esortazione appassionata alla denuncia durissima, in un'aspettativa messianica (e dunque sfumata di utopia): un nuovo mondo, basato sulla coercizione ideologica.

#### Lettre aux intellectuels
In quest'opera del 1920 Barbusse raccoglie parte degli scritti apparsi tra il 1917 e il 1919 sulle pagine de Le Nations, L'Œuvre, La Vérité, Le pays, L'Humanité aventi lo scopo di far nascere un deciso dibattito che servisse ad osteggiare ogni guerra e poter così approdare al socialismo confederato.

### La fase rivoluzionaria

#### Les Enchaînements
Nel 1925 pubblica in volume e contemporaneamente a puntate su Clarté un impegnativo romanzo storico.

#### Lea Burreaux
Nel 1926 esce il libro-denuncia Les Burreaux che racconta i crimini del Regno della Romania nei confronti del popolo Moldavo abitante la Bessarabia.

#### Jesus
Scritta nel 1927, Jesus fu l'opera più discussa di Barbusse e venne criticata anche da Clarté.

#### Elévation
Nel suo ultimo romanzo, Elévation (1930), testo ideologico e collettivo ispirato ai principi estetici del realismo socialista, Barbusse abbandona l'impianto narrativo del romanzo tradizionale per utilizzare nuove tecniche di scrittura, ispirate alla realtà cinematografica. Anche in età ormai avanzata, Barbusse mantiene quindi un'enorme vitalità ideale e creativa, confermandosi come uno scrittore di talento, oltre che come un militante appassionato.

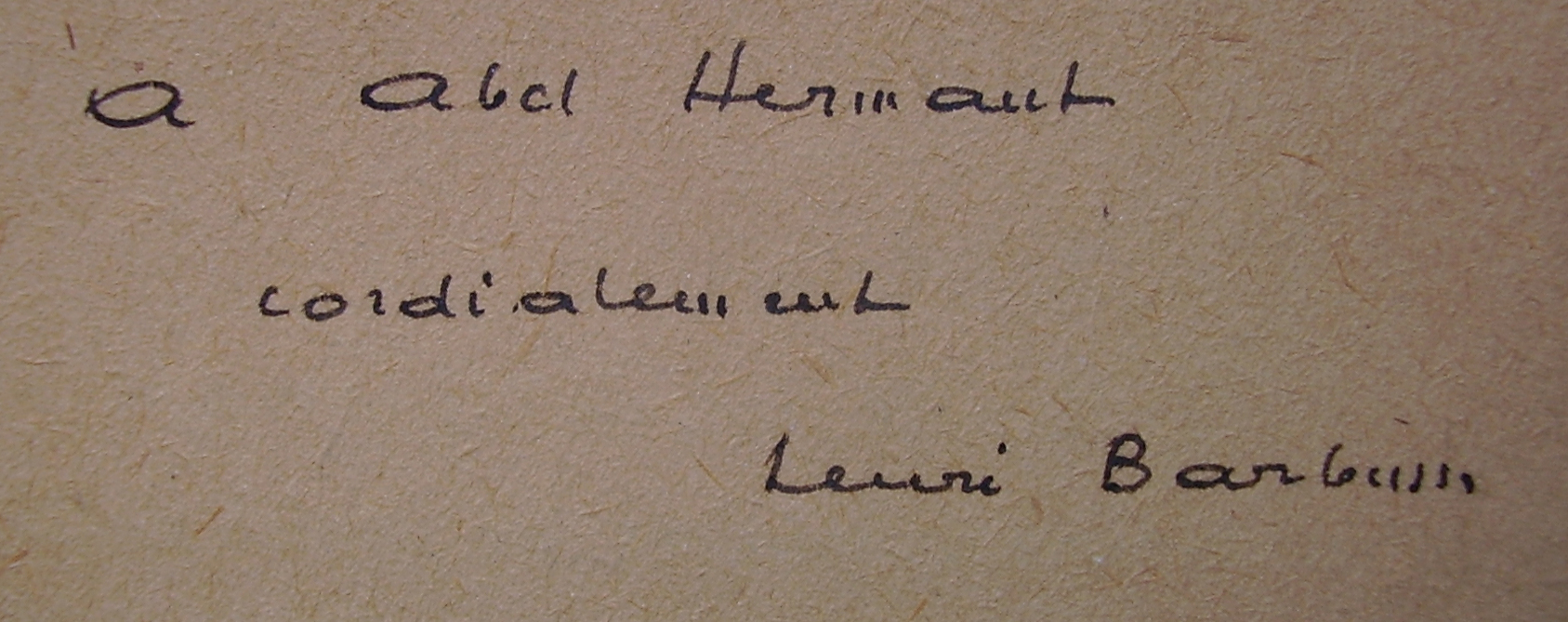
Biglietto autografo di Barbusse ad Abel Hermant

#### Russie e Staline
Nell'ultimo periodo della sua vita Barbusse soggiorna per lunghi periodi in Unione Sovietica e svolge un'intensa attività pubblicista di carattere politico. Nel 1930 pubblica il saggio intitolato Russie a cui segue, nel 1935 anno della sua morte, il saggio Staline.

## Opere
- Les Pleureuses (1895) (nuova ed. 1920)
- Les Suppliant (1903)
- L'Enfer (1908)
- Le Feu (Journal d'une escouade) (1916)
- Carnets de Guerre
- Paroles d'un combattant. Articles et discours 1917-1920 (1917)
- Clarté (1919)
- L'Illusion (1919)
- Pleureuses (1920)
- Nous autres (1914)
- Le Couteau entre les dents (1921)
- Les Enchaînements (1925)
- Les Bourreaux (1926)
- Jésus (1927)
- Manifeste aux Intellectuels (1927)
- Faits divers (1928)
- Voici ce que l'on a fait de la Géorgie (1929)
- Élévation (1930)
- Ce qui fut sera (1930)
- Russie (1930)
- Zola (1932)
- Staline. Un monde nouveau vu à travers un homme (1935)
- Lénine et sa famille (1936)
- Lettres de Henri Barbusse à sa femme 1914 - 1917 (1937)
- Carnets de guerre de Henri Barbusse, a cura di P. Paraf, "Lettres Françaises", sett. 1956

## Traduzioni italiane
- Il Fuoco (trad. di G. Bisi), Milano 1918
- L'Inferno (trad. di G. Bisi), Milano 1918
- Chiarezza, (trad. di G. Bisi), Milano 1919
- Chi siamo... (Nous Autres) trad. di G. Bisi, Milano, 1949
- I Supplicanti, Roma, 1920
- Parole di un combattente (pref. di C. Treves, trad. di E. Buffa), Roma 1920
- Stalin (a cura di F. Francavilla), Milano, 1949
- Lettera agli intellettuali, Milano, 1950
- Il coltello tra i denti, Collezione Clarté N. 5, Roma, Casa Ed. Rassegna Internazionale, 1922. URL consultato il 22 agosto 2014.